# The Girl Who Won
The Girl Who Won è un cortometraggio muto del 1916. Il nome del regista non viene riportato nei credit del film che, prodotto dalla Balboa Amusement Producing Company e distribuito dalla Pathé Exchange, aveva come interprete Jackie Saunders.

## Produzione
Il film fu prodotto dalla Balboa Amusement Producing Company.

## Distribuzione
Distribuito dalla Pathé Exchange, il film - un cortometraggio di tre bobine - uscì nelle sale cinematografiche USA l'8 aprile 1916.